# Parafia św. Henryka w Sulęcinie
Parafia św. Henryka w Sulęcinie – rzymskokatolicka parafia, położona w dekanacie Sulęcin, diecezji zielonogórsko-gorzowskiej, metropolii szczecińsko-kamieńskiej w Polsce.
Erygowana 15 lipca 1862 roku.